# 16384
16384（一万六千三百八十四、いちまんろくせんさんびゃくはちじゅうよん）は、自然数また整数において、16383の次で16385の前の数である。

## 性質
- 16384は合成数であり、約数は 1, 2, 4, 8, 16, 32, 64, 128, 256, 512, 1024, 2048, 4096, 8192, 16384 である。
  - 約数の和は32767。
- 16384 = 214
  - 14番目の2の累乗数である。1つ前は8192、次は32768。
  - 2番目の14乗数である。1つ前は1、次は4782969。
- 16384 = 47
  - 4番目の7乗数である。1つ前は2187、次は78125。
  - n = 7 のときの 4n の値とみたとき1つ前は4096、次は65536。
  - n = 3 のときの 42n+1 の値とみたとき1つ前は1024、次は262144。(オンライン整数列大辞典の数列 A013709)
- 16384 = 1282
  - 128番目の平方数である。1つ前は16129、次は16641。
  - n = 2 のときの 128n の値とみたとき1つ前は128、次は2097152。
- 16384 = 163 × (8 − 4)
  - 225番目のフリードマン数である。1つ前は16382、次は16385。
  - 41番目のナイスフリードマン数である。1つ前は16377、次は16447。
  - 平方数がフリードマン数になる17番目の数である。1つ前は14641、次は18225。